# Милан Рапаић
Милан Рапаић (16. август 1973, Нова Градишка) је бивши хрватски фудбалер српског порекла, који је играо на позицији везног играча.

## Клупска каријера
Рапаић је сениорску каријеру почео у сплитском Хајдуку, где је играо 5 година. За то време је са Хајдуком освојио по 3 Прве лиге и Суперкупа Хрватске, као и 2 Купа Хрватске. Након Хајдука, четири године је провео у Перуђи, а затим две године у Фенербахчеу, са којим осваја Суперлигу Турске у сезони 2000/01. Након Фенербахчеа, кратко игра у Хајдуку и Анкони, а 2004. године прелази у Стандард Лијеж. Након три године, игра за Трогир и завршава каријеру.

## Репрезентативна каријера
За репрезентацију Хрватске Рапаић је дебитовао 1994. године у пријатељској утакмици против Словачке. Играо је на Светском првенству 2002. и на Европском првенству 2004. На Светском првенству 2002. је постигао гол у победи против Италије 2:1, а на Европском првенству је постигао гол против Француске у ремију 2:2. За репрезентацију је одиграо 49 утакмица и постигао 6 голова.

## Трофеји
Хајдук Сплит
- Прва лига Хрватске: 1992, 1993/94, 1994/95.
- Куп Хрватске: 1992/93, 1994/95, 2002/03.
- Суперкуп Хрватске: 1992, 1993, 1994.

Фенербахче
- Суперлига Турске: 2000/01.